# محوطه اسماعیل‌آباد منگلی ۱
محوطه اسماعیل‌آباد منگلی ۱ مربوط به سده‌های میانه دوران‌های تاریخی پس از اسلام است و در شهرستان اسفراین، بخش بام وصفی آباد، دهستان صفی آباد، ۱۰۰ متری جنوب روستای منگلی بالا واقع شده و این اثر در تاریخ ۲۲ آبان ۱۳۸۶ با شمارهٔ ثبت ۱۹۹۸۲ به‌عنوان یکی از آثار ملی ایران به ثبت رسیده است.